# Arany sárfehér
Az arany sárfehér a szőlőfélék (Vitaceae) családjába, a  bortermő szőlőkhöz (Vitis vinifera) tartozó magyar fehérborszőlő fajta. Hasonnevei:  Izsáki, Izsáki sárfehér, Fehér dinka, Német dinka, Huszár szőlő. Neve 1999. december 13-án véglegesítődött, az FVM "Izsáki" szőlőfajta nevét "Arany sárfehér" -  névre változtatta.

## Leírása
Származása bizonytalan, de morfológiai tulajdonságai és ökológiai igénye alapján a balkáni változatcsoportba sorolható. Csak hazánkban termesztik, ezért őshonosnak tekinthetjük. Hazai elterjedése alapján helyi fajta.
1873-ban Szélesi József izsáki vincellér, szelektálta egy Kadarka ültetvényben, ezért feltételezték, hogy a Fehér Kadarka változata. Neve onnan származhat, hogy fehér bogyója és nagy fürtje miatt, nehéz, mint a sár. 
Levele nagy, megnyúlt, hólyagos felületű, vállöble jellegzetesen „kancsó” alakú. Fürtje nagy, vállas, tömött. A bogyói világos sárgászöld színűek.
Későn, október közepén, illetve második felében érik, általában ekkor szüretelik. Régebben étkezési célra is felhasználták, a két világháború között Németországba  exportálták Aranysaszla néven.  Bora változó alkoholtartalmú, vékony, savai durvák. Jelentős mennyiséget használnak belőle pezsgő alapbornak. Fajtapezsgője Blanc sec.
Erős növekedésű, bőtermő, de fagyérzékeny fajta. Károsodása esetén jól regenerálódik, sőt meglehetősen sok másodtermést is képez, ami a késői érés miatt inkább a fajta hátrányára válik.
Jövőbeni fennmaradása és terjedése csak jelenlegi termőhelyén várható.